# Herrnberg (Sankt Wolfgang)
Der Weiler Herrnberg ist ein Gemeindeteil von St. Wolfgang im oberbayerischen Landkreis Erding. Bis 1972 gehörte er zur damaligen Gemeinde Lappach.

## Geographie
Herrnberg liegt im äußersten Nordwesten der Gemeinde Sankt Wolfgang, an einer rechtsseitigen Hangkante im mittleren Lappachtal, direkt an der Grenze zur ehemaligen Gemeinde Watzling die heute zu Dorfen gehört.

## Geschichte
Herrnberg ist Mitte des Hochmittelalters entstanden. Ein Inhaber des Herrnberger Wehrbauern-Gutes Obermaier ist namentlich in den persönlichen Akten des Grafen Ladislaus von Haag genannt: als Heiratsgut seiner Frau kam es in den Besitz des Haager Wehrbauern Jakob Lehenherr, der auch das Gut in Gumpenstätt besaß. Beim Bauernaufstand 1596 in der Grafschaft Haag, der entstanden ist, weil die neuen wittelsbachischen Inhaber vor allem die Rechte der Wehrbauern weit beschnitten hatten, war der Herrnberger Wolf Aichholzer einer der Bauernführer. Im Jahr 1600 bestand der Weiler aus vier Höfen: Waizenpeck, Obermayr, das Wehrbauerngut Obermaier (der wohl mehr einem Freisassengut glich) und Mittermaier.

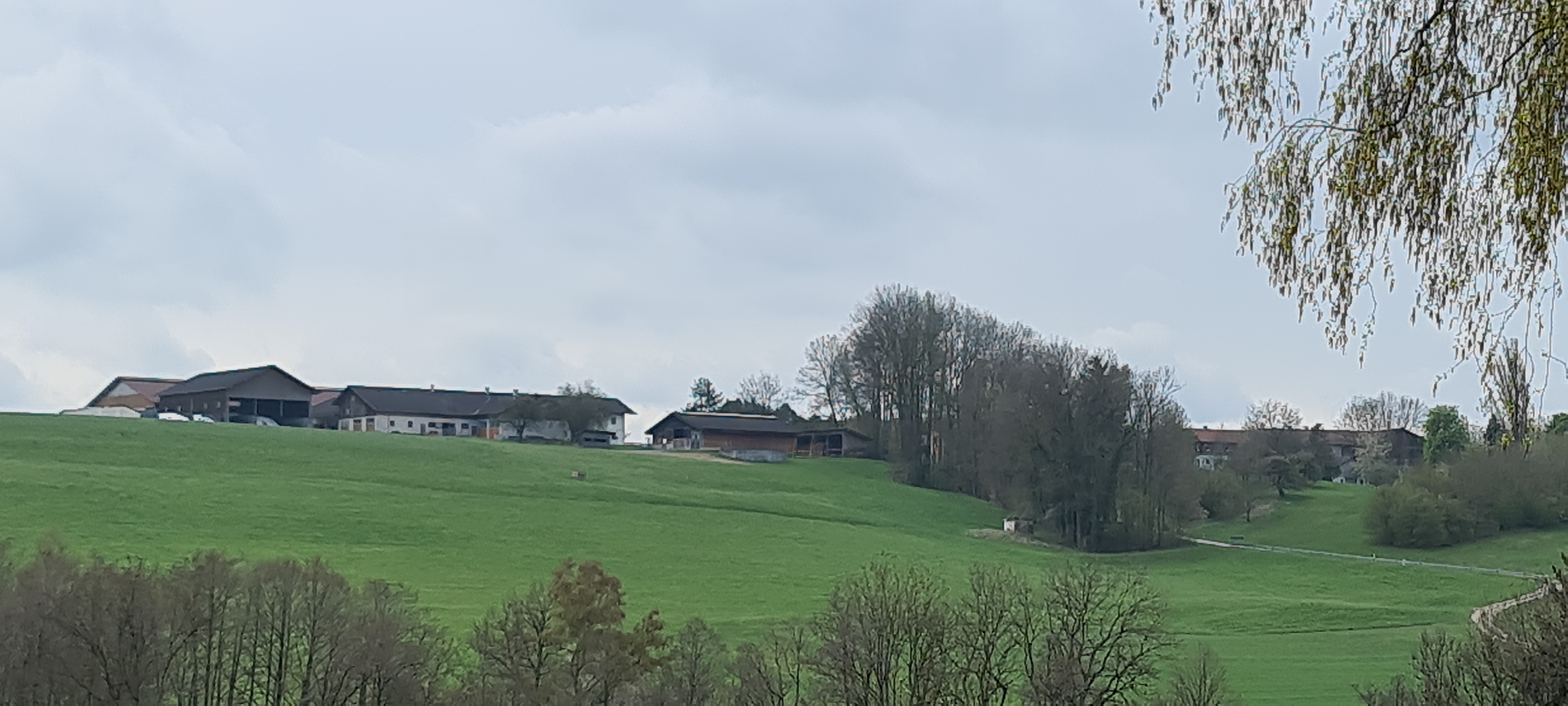
Blick von Galgenberg auf Herrnberg

Herrnberg kam am 1. April 1971 durch die Eingemeindung der Gemeinde Lappach zur Gemeinde St. Wolfgang im damaligen Landkreis Wasserburg am Inn. Bei der Auflösung des Landkreises Wasserburg kam die Gemeinde Sankt Wolfgang am 1. Juli 1972 zum Landkreis Erding. Der Ausbau der Gemeindestraße von Kopfsburg über Herrnberg nach Lappach erfolgte in den 1970er Jahren, davor war Herrnberg nur über eine Schotterstraße erreichbar.

## Trivia
In der Legende zur Errichtung des Lindumer Kircherl bei Dorfen spielt das Herrnberger Wehrbauern-Geschlecht eine bedeutende Rolle:
```
 
Der Inhaber des 
Edelsitzes Lindum
 ein Edler von Pliemel ist Mitte des 15. Jahrhunderts während einer Jagd mit seinem Nachbarn „dem  Grafen von Herrnberg“ in Streit geraten. Dabei lästerte Pliemel „Lieber will ich oder soll mein Kind eine Wildsau werden, als dass du mir eine Wildsau wegschießt in meinem Revier.“ Darauf brachte seine Frau tatsächlich einen missgebildeten Sohn zur Welt.
```